# Geoffrey Russell, 4. Baron Ampthill
Geoffrey Denis Erskine Russell, 4. Baron Ampthill, CBE, PC (* 15. Oktober 1921 in London; † 23. April 2011 in Westminister) war ein britischer Peer, Politiker und Geschäftsmann.

## Herkunft und Familie
Russell wurde als Sohn von John Hugo Russell, 3. Baron Ampthill (1896–1973) und Christabel Hulme Hart († 1976) am 15. Oktober 1921 geboren. Christabel Hulme Hart ging in Abwesenheit ihres Ehemannes häufig mit verschiedenen jungen Männern in London aus und verbrachte teilweise auch die Nacht mit ihnen. Im Juni 1921 entdeckte sie, dass sie schwanger war. John Russell zweifelte die Vaterschaft an, da die Ehe angeblich niemals vollzogen worden sei, und strebte die Scheidung an.  
Bei der ersten Anhörung im Jahr 1922 verwarf das Gericht die mögliche Vaterschaft zweier Bekannter von Christabel Hulme Hart. Jedoch erzielte es keine Einigkeit über die Möglichkeit, dass Geoffreys Vater nicht John Russell sei. Dieser klagte erneut und benannte dabei Edgar Mayer, einen weiteren Bekannten seiner Ehefrau, als möglichen Vater. Eine zweite Jury fand Christabel Hulme 1923 des Ehebruchs „mit einem unbekannten Mann“ für schuldig, allerdings nicht mit Mayer; in diesem Verfahren wurde John Russell das Recht zur Scheidung gewährt. Die Entscheidung wurde 1924, nachdem sich Christabel Hulme mit der Bitte um Überprüfung an das House of Lords gewandt hatte, widerrufen, da ein Kind, das während der Ehe der Parteien geboren worden sei, nicht lediglich auf die Aussage eines Ehepartners hin, die Ehe sei nicht vollzogen worden, für unehelich erklärt werden könne. Die Ehe blieb somit bis 1937 bestehen, als Christabel Hulme Hart, kurz nachdem John Russell seinen Titel erbte, einer Scheidung zustimmte.   

## Ausbildung und Karriere
Russell besuchte zunächst die Stowe School, eine Privatschule, in Stowe in der Grafschaft Buckinghamshire. Nach Abschluss seiner Schullaufbahn verbrachte Russell zunächst einige Monate auf Reisen in Ungarn, der Schweiz und Monte Carlo, bevor er in die Irish Guards eintrat. 1941 wurde er zum Kriegsdienst herangezogen, wo er bis 1944 bei den Irish Guards diente, zuletzt seit 1944 als Captain. 1944 wurde er mit der Guards Armoured Division, einer britischen Panzerdivision, nach Frankreich abkommandiert. Dort wurde er verwundet und kehrte zunächst zur Genesung nach England zurück. Zuletzt war er, bis Oktober 1945, bei den alliierten Landstreitkräften in Norwegen stationiert.
Von 1947 bis 1951 war er als General Manager bei Fortnum & Mason tätig. Von 1952 bis 1958 war er Vorsitzender (Chairman) der New Providence Hotel Co Ltd, welche damals unter dem Vorsitz von Russell ein Luxushotel in Nassau auf den Bahamas erbaute. 1953 wandte sich Russell zusätzlich der Theaterbranche zu.
Er war Managing Director und Inhaber der Theaterproduktionsfirma Linnet & Dunfee, wo er als Produzent die Erstaufführung des Musicals Salad Days, mehrere Stücke von Terence Rattigan und weitere Theatererfolge im Londoner West End herausbrachte.
Bei United News & Media plc, zuvor United Newspapers, welche unter anderem die Yorkshire Post, mehrere Lokalzeitungen und verschiedene Magazine herausbrachten, war er von 1981 bis 1996 Direktor und von 1991 bis 1996 stellvertretender Vorsitzender (Deputy Chairman). Von 1985 bis 1998 war er Direktor von Express Newspapers plc und von 1989 bis 1998 dort stellvertretender Vorsitzender (Deputy Chairman).
Russell war von 1980 bis 1987 Direktor der Kapitalanlagegesellschaft Dualvest, außerdem von 1980 bis 1982 Direktor der Leeds Castle Foundation. Von 1991 bis 1998 war er Vorsitzender (Chairman) des London Helicopter Emergency Service.

## Mitgliedschaft im House of Lords
1973 erbte Russell von seinem Vater den Titel des Baron Ampthill. Sein Anspruch auf einen Sitz im House of Lords wurde von John Hugo Trenchard Russell, dem ältesten Sohn aus der dritten Ehe von John Hugo Russell, 3. Baron Ampthill, angefochten. Daher musste das Committee of Privileges entscheiden, wessen Anspruch rechtmäßig war, und bestätigte die ursprüngliche Entscheidung des House of Lords, die Berufung George Russells.
Seine Antrittsrede hielt er am 14. Juli 1976. Russell war, seit er 1976 seine Mitgliedschaft antreten konnte, im House of Lords als Crossbencher, also als nicht parteigebundenes Parlamentsmitglied, aktiv. 
Von 1981 bis 1992 war er Deputy Chairman of Committees, von 1992 bis 1994 Vorsitzender (Chairman). Von 1983 bis 1999 war er Deputy Speaker. Bei mehreren Sonderausschüssen (Select Committees) war er Vorsitzender (Chairman); davon 1987 bei der Channel Tunnel Bill und 1996 bei der Channel Tunnel Rail Link Bill. Auch nach der Reform des Oberhauses 1999 hatte Russell einen Sitz dort als eines der 90 Mitglieder, das von den Hereditary Peers gewählt ist.
Zuletzt meldete er sich am 13. Mai 2008 zu Wort. Am 3. März 2010 nahm er zuletzt an einer Abstimmung teil.

## Ehrungen
Russell wurde 1986 zum Commander des Order of the British Empire ernannt. Diese Ehrung hatte bereits sein Vater erhalten. 1995 wurde er Mitglied des Privy Council.

## Familie und Tod
Russell war zweimal verheiratet. 1946 heiratete er Susan Winn, die Ehe wurde 1971 geschieden. Sie hatten zusammen drei Söhne und eine Tochter. 1969 kam einer der Söhne bei einem Verkehrsunfall ums Leben. 1971 heiratete Russell Elisabeth Mallon, von der er 1987 geschieden wurde. Er starb am 23. April 2011 im Alter von 89 Jahren in seinem Haus in Westminster. 